# 斯氏擬鯉
斯氏擬鯉（学名：Rutilus stoumboudae）為輻鰭魚綱鯉形目雅羅魚科的其中一種，只發現於希臘的沃爾維湖，是一種適應靜水的湖相物種。它以瑪麗亞·斯托姆布迪 (Maria Stoumboudi) 的名字命名，以紀念她對希臘淡水魚類生態和保護的研究
，體長可達15.6公分，棲息在湖泊靜止水域，生活習性不明。